# Holger Mildh
Holger Mildh, folkbokförd Holger Olof Emanuel Mild, född 20 juni 1915 i Väderhults missionshus, Kisa församling, Östergötlands län, död 6 oktober 1999 i Åby, Kvillinge församling, Östergötlands län, var en svensk järnvägstjänsteman och barnboksförfattare under pseudonymen Holger Åbyson.
Holger Mildh var son till skomakare Axel Emanuel Mildh och Hilda Karolina Gustavsson. Han var anställd vid Statens järnvägar men bedrev korrespondensstudier vid Hermods och skrev ett stort antal barnböcker. Flera av dem översattes till norska. Som illustratör till ett antal av böckerna fungerade Torsten Århem (1917–1994).
Han var gift från 1941 med Kerstin Mildh (1917–2009). Holger Mildh är begravd på Ättetorps kyrkogård med sina föräldrar.